# Параге
Параге (серб. Параге) — село в Сербії, належить до общини Бачка-Паланка Південно-Бацького округу в багатоетнічному, автономному краю Воєводина.

## Населення
Населення села становить 1101 особа (2002, перепис), з них:
- серби — 881 — 84,79%;
- роми — 70 — 6,73%;
- югослави — 17 — 1,63%;

Решту жителів  — з десяток різних етносів, зокрема: словаки, румуни, німці і з десяток русинів-українців.